# Schizoporella elliptica
Schizoporella elliptica är en mossdjursart som först beskrevs av Canu och Bassler 1930.  Schizoporella elliptica ingår i släktet Schizoporella och familjen Schizoporellidae. Inga underarter finns listade i Catalogue of Life.